# Salamá (Honduras)
Salamá es un municipio del departamento de Olancho en la República de Honduras.

## Toponima
El nombre de Salamá de acuerdo a historia tradicional hace referencia a la ciudad española de Salamanca.

## Límites
El Municipio de Salamá es uno de los más históricos del Departamento de Olancho, está ubicado geográficamente en la zona nor-occidental de las pampas olanchanas.
| Orientación | Límite                           |
| ----------- | -------------------------------- |
| Norte       | Municipio de Jano, Olancho       |
| Norte       | Municipio de La Unión, Olancho   |
| Sur         | Municipio de Concordia, Olancho  |
| Sur         | Municipio de Juticalpa, Olancho  |
| Este        | Municipio de Silca, Olancho      |
| Este        | Municipio de Manto, Olancho      |
| Oeste       | Municipio de Guayape, Olancho    |
| Oeste       | Municipio de El Rosario, Olancho |

Ocupa una localidad plana rodeada por colinas y cerca del pequeño Río Grande o Río Telica.

## Geografía

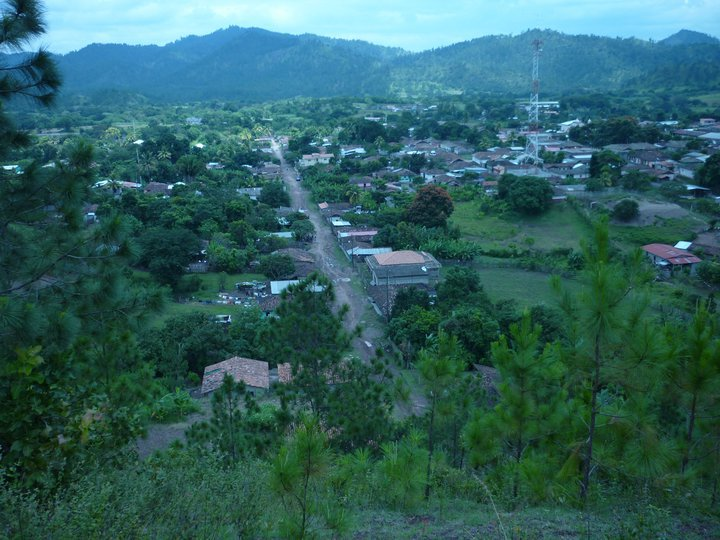
Vista del municipio de Salamá

Topográficamente está ubicado en un área quebrada, pues la extensión de montañas, cerros y pequeñas colinas es mucho más grande que el área plana.
Inicialmente tenía algunos ríos más o menos caudalosos que otrora extasiaron al caminante y que hoy han perdido su natural caudal gracias a la incomprensión del hombre, quien se ha dedicado a diestra y siniestra a deforestar el bosque cimentado a orillas de dichas fuentes.
Además como municipio cuenta con los siguientes elementos físicos:
Montañas: Las Chochoricas, La Fría, La Cecilia. 
Cerros: El Zacate, El Coyol, Los Carrizales, Zunteco, La Laguna, Los Pozos, Los Naipes, Sabana Redonda, La Laguna, Macuelizo, El Chorro, La Uva, Vara de Cohete, Quiscamote, El Liquidámbar, el Mogote, El Portillo, El Tule, La Mina, La Tetona, La Peña, La Cruz, El Sombrerón, El Cimarrón, Las Maguas, Grande de Caña Verde, El Zapatero, Los Moros, Cerro de Piedra, Portillo Negro, Cuchilla de Cerro Picudo, El Anís, El Montañón, Loma Sucia, Cueva del Zorrillo, Quebrachoso, Pelón, Peña Blanca, Perical, Cardosa, Cumba Chata, El Zapote, Mata de Cabeza, el Mogote, Los Tigres, Los Chagüites, La Pita, Las Pitas, El Toro.
Colinas: La Cruz.
Valles: Valle de Salamá. 

## Clima
El clima es moderado con latitud de  14.º, 49°, 075 del Ecuador, una distancia relativamente corta, por lo cual la temperatura es bastante alta; su altitud oscila entre 600 - 700 m s. n. m.
Actualmente la temperatura varía de acuerdo a los ciclos estacionarios y a las esporádicas fallas atmosféricas, generalmente vivimos una temperatura caliente como consecuencia de la tala inmisericorde del bosque.

## Historia
Según la historia legendaria, el Municipio de Salamá fue fundado en plena conquista en el año 1541 con el nombre inicial de “Nueva Salamanca” por órdenes de don Alonso de Cáceres, el que a su vez había recibido la ordenanza de los reyes de España quienes querían que se fundara en Olancho, un pueblo con todas las características de los pobladores españoles, es decir, un valle, el cual estuviera cerca de un río y que fuera accesible, con buen clima, para establecer en el mismo los predios de la “Cofradía de la Virgen de Concepción” con el propósito estratégico y evangelizador para los pueblos del norte de Olancho.
Ante lo solicitado, enviaron a la señora María de la O, quien residía en Salamá, Guatemala y desde allá se desplazó a cumplir la ordenanza real. En un principio pensó que Silca era un buen sitio para crear un pueblo con las características anteriormente señaladas, pero después quedó impresionada de la sabana que vio frente a sus ojos y sucumbió ante tal belleza, levantó su bastón de mando, lo clavó con fuerza en el suelo y dijo:
“Aquí se levantará un pueblo con todas las características de los pueblos Españoles y se llamará: Salamán como mi pueblo”
Procedió luego al trazado, con su plaza, alrededor de la cual ubicó la iglesia con su cura párroco respectivo y la alcaldía municipal, luego delineó sus calles completamente rectilíneas, característica que aún conserva, nada más que las calles que ella trazó pensó que serían circuladas por carretas tiradas de caballo y bueyes, a María de la O nunca se le ocurrió que en un futuro circularían automotores, movidos por diésel y gasolina como los hay hoy día de las mejores marcas y del año. 
Después de la fundación de la Cofradía de la Virgen de Concepción a quien María de la O bautizó con el nombre de “Salamán”. Ésta, con el transcurso del tiempo se convirtió en un verdadero emporio ganadero. Luego a raíz de la guerra que desoló el Departamento de Olancho en el año 1829, el vecino Municipio de Silca fue incendiado y la mayor parte de su vecindario se trasladó a Salamán, formando de este modo una comunidad que algunos la llamaban Nuevo Silca.
En 1832 (1° de enero), el gobierno creó el Municipio de Salamá, siendo su cabecera municipal el mismo sitio donde estuvo ubicada la Cofradía de Nuestra Señora de Concepción.
Con la creación de este municipio vinieron algunos disputas territoriales con el Municipio de Silca, quienes exigían delimitación fronteriza, pero como Salamá ocupaba el terreno de la cofradía mucho más antiguo, la lucha de los silqueños fue en vano y resultó infructuosa.
En 1852 (23 de mayo), las municipalidades de Silca y Salamá,  suscribieron un convenio atinente a la limitación de frontera, ante la presencia del Juez especial y con la venia de la iglesia. A Silca se le concedieron diez (10) caballerías del terreno de la cofradía el resto para Salamá.
En 1880 (20 de julio), el gobierno presidido por el doctor Marco Aurelio Soto decretó la secularización de los bienes muertas, tomando para sí 35 caballerías del terreno de la cofradía pasando desde entonces a manos del Estado de Honduras.
En 1881 (6 de diciembre), los habitantes de Salamá solicitaron se les cedieran todos los ejidos que antes pertenecieron a la Cofradía de Nuestra Señora de Concepción.
En 1898 (3 de junio), el gobierno del general Luís Bográn acordó ceder y legalizar las diez (10) caballerías a Silca; veinte y dos (22) caballerías para Salamá y tres (3) para el Estado de Honduras.
Salamá además de esas veinte y dos caballerías contaba con 37 ubicadas en el sitio de Coyoles y 23 en el sitio de El Portillo, sumando un total de su terreno ejidal de 82 caballerías todas propiedades del Municipio de Salamá.
Recientemente en los años 1994-97 con el mandato de los señores: Carlos Virgilio Romero y Gustavo Rafael Zúniga en representación de las municipalidades de Silca y Salamá respectivamente y ante el ingeniero Óscar Fúnez Abarca, representante del Instituto Nacional Agrario (INA), reconocieron la línea fronteriza siguiente:
“De Sabaneta a Quebrada del Cordoncillo al Portillo de Agua Zarca; de Agua Zarca a la cúspide del El Cerro El Zapatero, quebrando hacia el sur hasta llegar al Río Telica, prosigue agua abajo donde hace confluencia con la quebrada de La Lima y que divide las tierras de El Zuntul; sigue aguas abajo hasta llegar a la confluencia de el Telica con el río En medio”.
De este acuerdo tienen documentos el INA, las corporaciones municipales de Silca y Salamá.

## Población

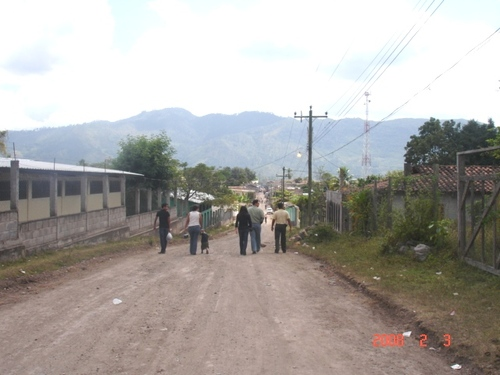
Familia caminando en Salamá

Salamá cuenta con 6,596 habitantes, distribuidos de la siguiente manera:
|         | Urbano | Rural |
| ------- | ------ | ----- |
| Hombres | 936    | 1,287 |
| Mujeres | 1,234  | 1,285 |
| Niños   | 364    | 519   |
| Niñas   | 395    | 576   |
| TOTAL   | 2,929  | 3,667 |

Cuenta con un total de: 839 viviendas en la zona urbana y 1,064 viviendas en la zona rural promediadas con 4 personas cada una.

### Familias de la época colonial
Familia Lanza Domínguez: su progenitor don Paulino Lanza también se desempeñó como alcalde allá por 1887, pero sobre todo sobresalió dirigiendo la Banda de Viento, famosa a nivel departamental y nacional; sus hijos Demetrio, David y Chendo le acompañaban tocando el clarinete, la concertina y el bajo; la mayoría de integrantes de esta banda era de la misma familia.
Familia Lanza Torres: sus progenitores son Juan Lanza y su esposa la señora Lucía Torres, padres de destacadas personalidades como las niñas: Chon y Merceditas Lanza Torres quienes brindaban el pan del saber a numerosos pupilos a cambio de especies como: gallinas, huevos, frijoles y otros. También descendía de esta familia el inolvidable don Eusebio Lanza, músico e intelectual de esa época.
Cabe resaltar que la niña Merceditas Lanza no solo fungía como maestra , también ejercía la medicina curando enfermedades estomacales, fiebres y otras a base de hierbas, raíces y elixires y brebajes maravillosos; por su desempeño a favor de los habitantes salameños, la niña Merceditas sin duda merecía el título “Honoris Causa” en medicina y educación.
Familia Ramos Figueroa: les recordamos como los ganaderos de la época, gente sencilla, gentil y muy caritativa. Don Santos Ramos Figueroa fungió como alcalde municipal por varios períodos: en 1910 y acá por 1923 y 1930.
Familia Ramos Obando: Sus progenitores don Eusebio Ramos y doña Teresa Obando, padres de don Carlos Alberto Ramos Caballero de gran estima y miembro de las Fuerzas Armadas con el grado de Coronel de Infantería y amigo personal del General Tiburcio Carias Andino.
Familia Romero Méndez: Médico reconocido el progenitor, famoso y acertado.
Encargados del comercio en este pueblo, algunos de sus descendientes rigieron como alcaldes municipales entre ellos: Luis Romero Méndez, José Romero, Santiago Romero Méndez, Santiago Romero Ayala.
Familia Zelaya Obando: También comerciaban en la zona, eran gente muy humanitaria, servicial, de alta estima, algunos de ellos fueron alcaldes municipales como el progenitor, Don Gregorio Zelaya Obando por varias oportunidades; también formó parte de esta honorable familia la poetisa Juanita Zelaya.
Familia Murillo
Formaron un matriarcado, la jefa era doña Francisca Murillo, con ella vivían Elbia, Yita y Leonor sus hijas, sobresalieron con su fabricación de jabones, dulces y diversos productos de repostería, gente amable, cariñosa pero honrada y respetuosa.

## Educación
Fundación de primeras escuelas y colegios:
El analfabetismo era extremo en el municipio de Salamá allá por los inicios del siglo XX, muy pocas personas sabían leer y escribir, esto debido al aislamiento, pues las escuelas de enseñanza brillaban por su ausencia; esto impulsó a varios padres de familia a recurrir a algunas personas del pueblo que cursaron su primaria fuera o que adquirieron sus conocimientos de algunas personajes allegados a nuestro pueblo.
Atendían los pupilos en sus casas de habitación, no utilizaban cuadernos ni lápices, hacían uso de pizarritas y pizarrines de tal manera que tenían que memorizar de inmediato lo que escribían para luego borrarlo.
Cuentan entre estos personajes que fungieron como maestros los siguientes: Miguel Lanza Ramos, Felipe Lanza Ramos, Presentación Lanza Torres, Mercedes Lanza Torres, Eusebio Lanza Torres,- Combatieron a su estilo el analfabetismo en este pueblo; todo a cambio de remuneraciones que los padres de familia les daban, consistentes en: maíz, frijoles, café, chatas, mínimos, rapaduras (dulce, panela), etc.
A nivel de los pueblos del norte de Olancho (Yocón, El Rosario, La Unión, Jano, Guata, Silca), Salamá era la metrópoli del intelecto, aquí venían los niños y jóvenes a culminar con su educación primaria; eran hospedados en casas de parientes y amigos,
Cabe aclarar que no se permitía la interacción entre niños y niñas, tenían que estar por separado.
Además de la lectura y la escritura enseñaban la matemática, buenos modales, urbanidad y el catecismo, emprendidas estas últimas labores por las niñas Chon y Merceditas Lanza Torres.
A finales de la década del 10, comenzó a funcionar en la cabecera municipal un centro escolar llamado “Ramón Rosa” cuya maestra encargada fue la señora Estela Lanza.- Transcurrido algún tiempo, aumentó el número de alumnos, por lo que fue necesario aumentar los anexos ubicados estos en casas de: Gregorio Zelaya, Amalia Sarres y Salvador Santos.
En 1938 un 14 de septiembre, por iniciativa de la profesora María Teresa Hernández; joven egresada de la Escuela Normal de Señoritas se creó la escuela “República de Honduras” la que funcionó en casas particulares pagadas por la municipalidad; en su orden los directores de este centro: Estela Lanza, Cleofe Lanza, Atilia Zelaya, Amparo J. de Lanza, María Teresa Hernández de Vásquez, José María Chávez, Dina Luz Girón, Paula Medina y Nubia Lanza (actualmente).- La mayoría de estos maestros eran empíricos y no tenían estabilidad laboral. Después del golpe de Estado en 1963 cambiaron a los maestros empíricos por titulados que vinieron de Juticalpa y Catacamas.
La escuela “República de Honduras” funcionó en su propio edificio a finales de la década del 70, pues el alcalde municipal de entonces, don Luis Felipe Romero (1972-1975) construyó 3 aulas en la plaza Santa Clara, luego en 1976 don Humberto Baltazar Ramos Olivera aumentó 3 aulas más siendo el alcalde, el Señor Jefe de Estado Don Juan Alberto Melgar Castro, construyó seis aulas y un salón de actos.- El Consejo de Maestros del citado centro escolar, con la ayuda de “Plan en Honduras” – que donó materiales para la construcción- y la colaboración del Patronato de Desarrollo Comunal que dirigieron los señores Marco Tulio Domínguez Matute, Héctor Manuel Santos Domínguez y Lindolfo Adalberto Obando Lanza –entre otros-
Siendo presidente de la república el Licenciado Rafael Leonardo Callejas, donó un subsidio por un valor de Lps 40,000.00 para la construcción del edificio del auditórium de la escuela.
Hoy, la escuela “República de Hondura” cuenta con 11 aulas de clases, un auditórium totalmente remodelado, una amplia y eficiente biblioteca, sala de innovación educativa, dirección, bodega, cocina, dos áreas de sanitarios: masculino y femenino.
Laboran en ella un total de 24 maestros, la mayoría egresados del nivel universitario, distribuidos así: Directora, Subdirectora, 2 bibliotecarias, 2 encargadas de la sala de innovación, asistente de Dirección y 17 secciones del 1º al 6º grado. Su matrícula actual es de 512 alumnos.
Tomando en cuenta que su personal es altamente calificado, es uno de los centros sobresalientes a nivel departamental y nacional.
Actualmente funcionan otros niveles educativos en la comunidad como ser:
Pre-básico: El Jardín de Niños fue creado en el año de 1986 con el nombre de “Amparo J. de Lanza”; surge de las ideas renovadoras del Consejo de Maestros de la Escuela “República de Honduras”; lleva ese nombre en reconocimiento a la labor docente de una maestra ejemplar, nativa de este pueblo, que dedicó su cariño, talento y sabiduría a la niñez salameña-
En el gobierno del presidente José Simón Azcona se otorgó un subsidio destinado a la construcción del edificio del Jardín de Niños. Convencidas estas maestras de que el Centro Preescolar no podría funcionar por mucho tiempo en casa particular, procedieron a pedir la ayuda de autoridades estatales e instituciones internacionales como: “Plan en Honduras” para construir su propio edificio.
Para darle fuerza a su inquietud, organizaron un Patronato integrado más que todo, por elementos que tenían un poco de poder político y fuesen ellos los que llevasen la voz o representación de la comunidad ante el gobierno central.
En la actualidad laboran tres maestras con una matrícula de 62 alumnos, cuenta con dos aulas de clase y un pequeño predio donde los niños practican actividades recreativas.
INSTITUTO CANDELARIA:

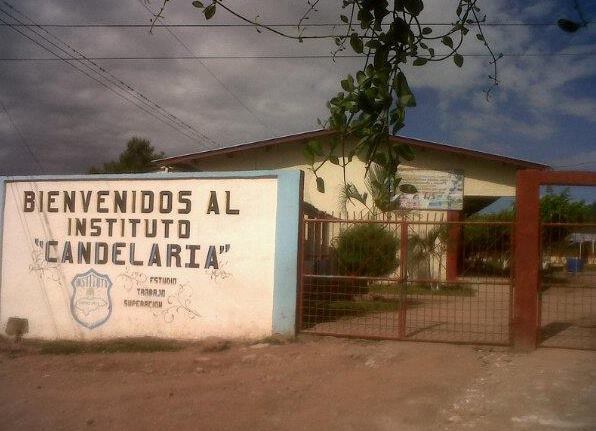
Instituto Candelaria

Fue en el año de 1970 que el Sacerdote Xavier Carnicelly promovió la necesidad de crear un colegio de segunda enseñanza, esta idea creadora y futurista del sacerdote fue acogida y alabada por todos los sectores sociales de la comunidad y con el respaldo del Consejo de Maestros y padres de familia de la Escuela República de Honduras y además el apoyo del resto de la comunidad y municipalidad presidida por el señor José Romero Jácome nació el instituto “Candelaria” impartiendo la educación a nivel de plan básico con carácter privado y nocturno.
La lucha continuó hasta que muy pronto se logró que el colegio fuera semioficial (una parte financiada por el gobierno y otra por los padres de familia)
Fue en 1982 siendo presidente el Dr. Roberto Suazo Córdova que se logra la oficialización de dicho instituto.- Hubo cambio de personal, pues ameritaba mayores conocimientos científicos.
El nombre del instituto fue asignado en honor a la patrona de los feligreses católicos del Municipio. El instituto inició sus labores en la vieja casa cural, luego en la escuela; ambos lugares no reunían los requisitos establecidos según leyes educativas.
Años después la corporación municipal presidida por don Gustavo Meza Acosta (1980-1981) construyó en gran parte el edificio del instituto, al cual se le han hecho mejoras sustanciales en su estructura.
Cuenta actualmente con 24 maestros, un laboratorio contable, centro de Internet, laboratorio de ciencias naturales, taller de actividades prácticas, dirección, sub dirección, secretaría, consejería, cancha de usos múltiples y 11 aulas de clases, se atiende en jornada matutina y vespertina, las modalidades de: ciclo común, educación comercial y bachillerato en ciencias y letras y técnico en computación.
Desde su fundación ha laborado los siguientes directores: José María Chávez, Heriberto Flores Guzmán, María de Ramos, Ramón Olivares, Auberto Escobar, Tomás Alemán y actualmente Orlando Murillo.

## Economía
La fuerza de trabajo representada por la población económicamente activa, se dedica a las actividades agrícolas, ganaderas, comercial e industrial.
En la parte agrícola se dedican al cultivo de: maíz, frijol, arroz, yuca, café, hortalizas, caña de azúcar, bananos y otros.
La producción ganadera nos proporciona carnes variadas, leche y sus derivados
Actividades Comerciales: prevalece la compra y venta de granos básicos, hortalizas, leche, cuajada, huevos, abarrotería, ropa, zapatos, cosméticos, ferreterías, agropecuarias, implementos deportivos y el transporte hacia diferentes lugares del Departamento y del país.
Actividades industriales: Halconería, fabricación de ladrillo mosaico, ladrillo de barro y teja, bloques, adobes, carpintería, sastrería, zapatería, panadería e implementos y cuidados de belleza.

## Infraestructura

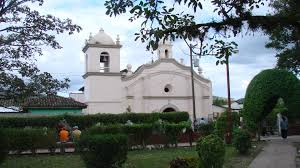
Iglesia Católica

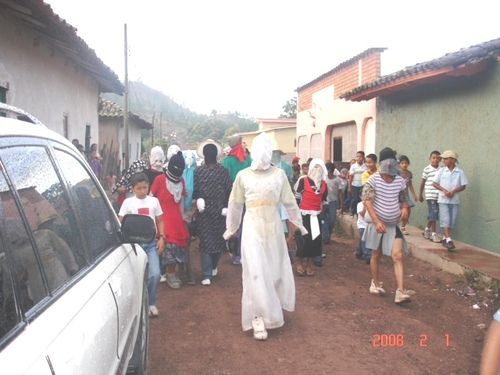
Celebración oriental

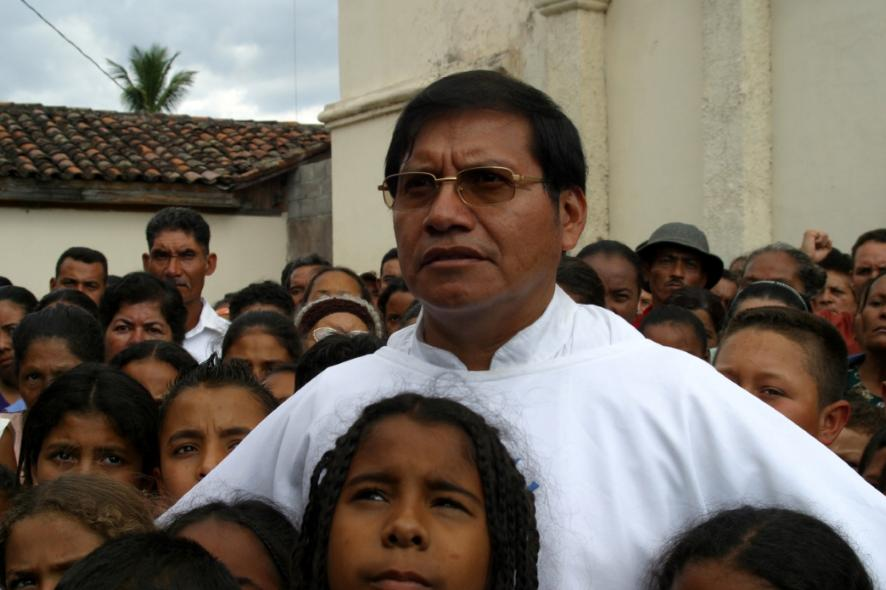
Sacerdote

Templo católico: El templo católico de este municipio fue construido en la primera década del siglo XX, por las autoridades municipales a solicitud del párroco de ese entonces, pues valga la aclaración fueron muchos los sacerdotes extranjeros que vinieron a pastorear la feligresía católica.- Continuaron los años, el tiempo pasaba, los sacerdotes llegaban, se iban y con ello mejoraba considerablemente el aspecto físico del templo y su ampliación llamada casa cural la cual estaba destinada a ser el albergue de los curas. Uno de los tantos párrocos inolvidables fue el sacerdote estadounidense Rogelio Imperiale allá en los años cuarenta.
En los primeros años de la década del 50 llegó a este lugar como enviado del cielo otro sacerdote norteamericano de nombre Guillermo Facitelly, más conocido como Padre Vicente; este era un ser innovador, construyó con ayuda de la comunidad una nueva casa cural, contiguo al templo parroquial, la que fue reconstruida de piedra por el señor Teodoro Vargas y Héctor Santos.
El padre Vicente trajo por primera vez a este pueblo un automóvil Jeep, un motor para luz eléctrica, que permitía tener iluminada la iglesia por las noches, con esto se sustituyó el ocote; a consecuencia de querer vivir una vida más cómoda, trajo una cámara filmadora y un proyector de películas, los feligreses disfrutaban del espectáculo 
También este hombre conseguía ropa usada de su país y la distribuía entre la gente más necesitada. Bondadosamente ofrecía medicinas y curaba los enfermos, pues también entendía de curaciones.
El padre Vicente diariamente visitaba los hogares y así se daba cuenta de as necesidades y corría en su pronto auxilio; organizó a las señoras en congregaciones diferenciadas unas de otras: las hijas de María, las franciscanas, damas del Santísimo y también la orden de los Caballeros del Santo Entierro.
Continuó el desfile de sacerdotes, entre ellos podemos mencionar a Xavier Carnicelli (impulsor de la creación del Instituto Candelaria), Padre Lucas y Pablo; Padre Miguel Braun (QDDG); padre Nicolás, Padre Gumercindo Guillén; Padre Osmíin; Padre Mundo, Padre Bernabé y en 1997 llega desde San Francisco de la Paz el sacerdote Andrés Tamayo, hombre que se caracteriza por su espíritu revolucionario pero con el privilegio de servir a Dios y al pueblo, pues tomaba como suyas las obras del municipio.
Cada uno de los sacerdote gestionaron y lograron avances en cuanto al aspecto físico del templo: ampliación del edificio, construcción del altar mayor, restauración de imagen de la patrona Virgen de Candelaria, reconstrucción y remodelación del edificio de la casa cural, y templo, construcción del gimnasio Candelaria, reconstrucción y remodelación de la casa Santa Teresita donde se ubicaron talleres de: repostería, Balconería, bloquera, sastrería y construcción de bancas; también se logró la pavimentación de la calle peatonal frente al templo. Actualmente está al frente de la feligresía católica el cura párroco José Euceda.

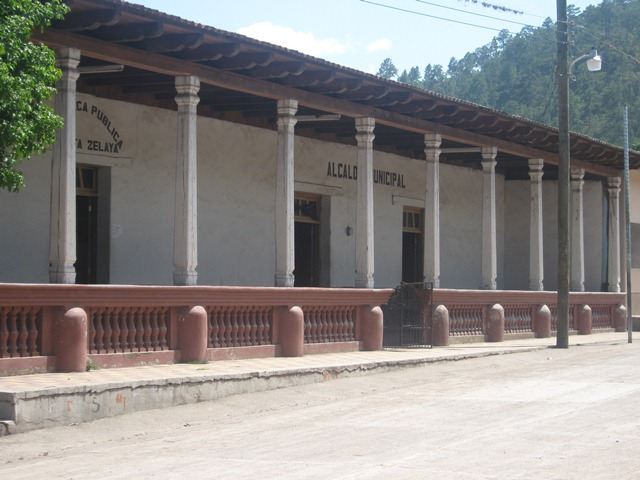
Edificio Municipal

Edificio Municipal: comenzó con una sencilla casa de bahareque ubicada en el mismo lugar en donde hoy descansa la actual, pues fue hasta el año de 1913 que la Corporación Municipal encabezada por el ciudadano don Miguel Lanza Ramos, inició la construcción del edificio municipal, prosiguiendo esta obra los alcaldes Santos Ramos Figueroa (1914), José Eduardo Lobo (1915), Santiago Romero Ayala (1916), Gregorio Zelaya Obando (1917), Ignacio Rodríguez (1918), Santos Lanza Ramos (1919) e inaugurado en 1920 por la municipalidad presidida por don Juan Lanza Sarres.

## División Política
Aldeas: 8 (2013)
Caseríos:
| Código | Aldea         |
| ------ | ------------- |
| 151601 | Salamá        |
| 151602 | Cofradía      |
| 151603 | Jutiapa       |
| 151604 | La Jagua      |
| 151605 | Méndez        |
| 151606 | Pozo Zarco    |
| 151607 | Sabana Grande |
| 151608 | Talgua        |
| 151609 | La Pita       |

También cuenta con los siguientes caseríos:
Ajuquinapa, El Carrizal, Coyoles, La Tetona, El Jicarito, Aguacate 1, El Uval, Yocones, El Zapote, Cuevona, el Zuntul Arriba, Los Limones, Ojo de Agua, Las Cuestas, La Laguna, El Portillo, Los Dos Caminos, La Fría, San Luis, Planes, Wiles, El Panal, Boquín, Bodoques, Los Portillos, El Nance, El Zapote y La Constancia.
La Cabecera Municipal está formada por los siguientes barrios: El Centro, Santa Clara, San Rafael, Las Palmas, Las Acacias, La Olla, El Taburete ( San Antonio), Las Delicias, Candelaria, La Colonia “Gustavo Rafael Zúniga”, Colonia Leonel Medina y Colonia Juan José Argueta.
Cuenta el área urbana con 6 calles y 7 avenidas parejas y bien trazadas, las casas bien alineadas en estado aceptable; por las actuales características se considera que Salamá puede llegar en un futuro inmediato a ser la próxima ciudad del Departamento de Olancho.